# ثوم لبناني
الثوم اللبناني (باللاتينية: Allium libani) نوع نباتي عشبي يتبع جنس الثوم من الفصيلة الثومية.

## الموئل والانتشار
ينتشر في بلاد الشام.